# Петерссон, Андре
Ви́лли Андре́ Пе́терссон (швед. Willy André Petersson; 11 сентября 1990, Улуфстрём, Блекинге) — шведский хоккеист, крайний нападающий шведского клуба ХВ71. Игрок сборной Швеции.

## Карьера

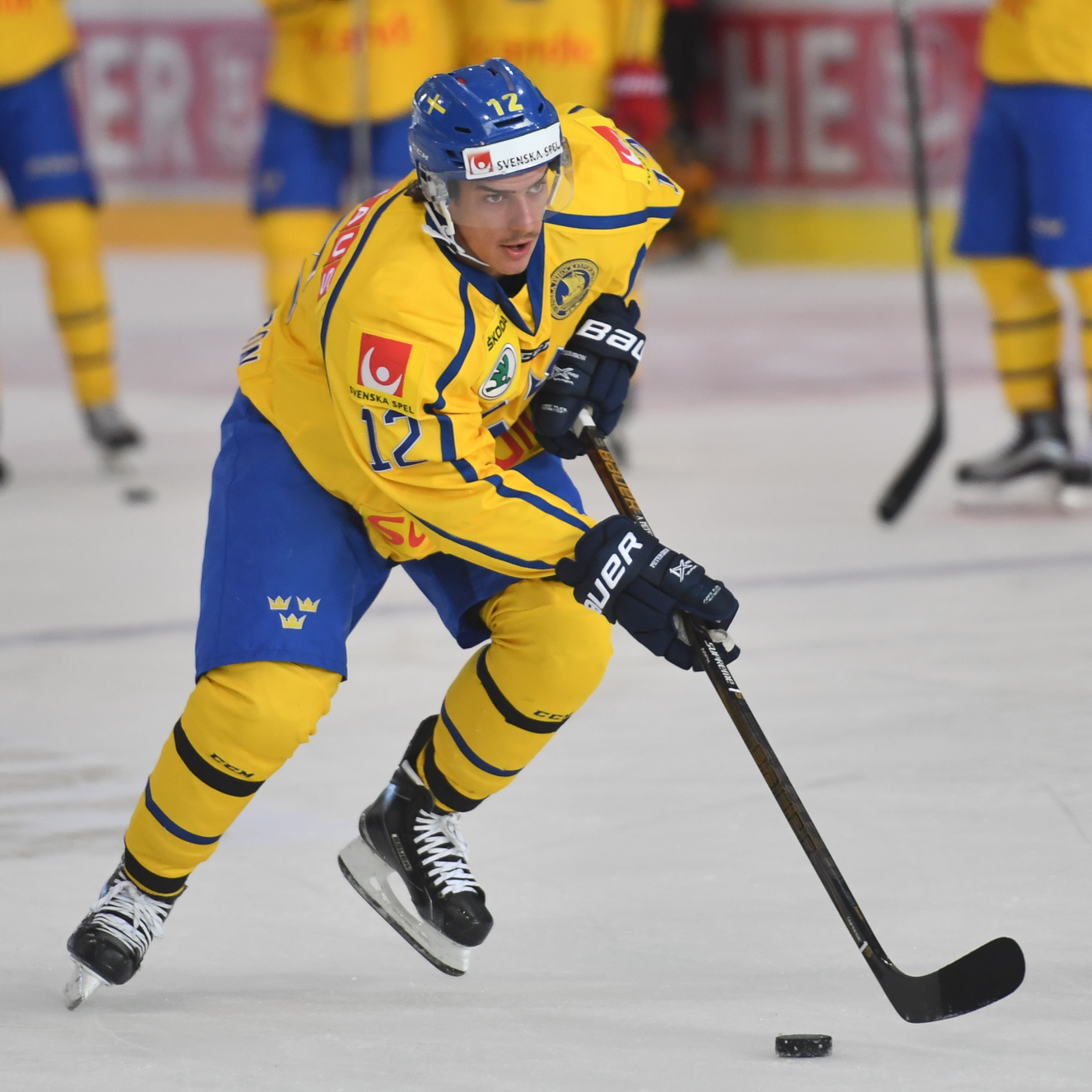
Петерссон в составе сборной Швеции в 2017 году

### В клубах
Начинал карьеру в шведском клубе ХВ71, в сезоне 2009/10 провёл одну игру за «Бурос». В сезоне 2011/12 сыграл свой единственный матч в НХЛ за «Оттаву», три сезона выступал за фарм-клуб «Бингхэмтон Сенаторз».
В конце сезона 2013/14 провёл 18 игр за «Норфолк Эдмиралс» в АХЛ, после чего летом стал игроком новообразованного клуба КХЛ «Сочи». В команде Петерссон провёл три сезона, сыграл 148 матчей, забив 56 шайб, сделав, в том числе, два хет-трика. Участник матча звёзд КХЛ 2015 года.
В сезоне 2017/18 выступал за «Авангард». В 40 матчах набрал 27 очков (10+17). В плей-офф в 6 матчах набрал 7 очков (5+2). 5 марта 2018 года сделал хет-трик в ворота «Салавата Юлаева» в матче плей-офф Кубка Гагарина (7:2).
13 июня 2018 года Петерссон перешёл в «Барыс». С ним подписан односторонний контракт на год. В 51 матче набрал 45 очков (23+22), в плей-офф набрал 5 очков (3+2) в 8 матчах. После истечения контракта с «Барысом» подписал контракт с московским «Динамо». В 47 матчах сезона 2018/19 набрал 39 очков (17+22).
4 мая 2020 года подписал двухлетний контракт с ярославским «Локомотивом». 5 сентября 2020 года в матче против «Амура» (2:0) набрал первое очко за «Локомотив» в чемпионате КХЛ, сделав передачу на Антона Ландера. 13 сентября, через два дня после своего 30-летия, забросил первую шайбу, открыв счёт в игре с «Трактором».

### В сборных
Участник юниорского чемпионата мира 2008 года, на турнире провёл 6 матчей и забросил 4 шайбы. В 2009 и 2010 годах в составе молодёжной сборной становился серебряным и бронзовым призёром чемпионата мира.
В 2018 году был приглашён в сборную Швеции для участия в Олимпийских играх.